# Дюна: Пророцтво
«Дюна: Пророцтво» (англ. Dune: Prophecy) — американський науково-фантастичний серіал розроблений Діаною Адему-Джон та Елісон Шапкер для каналу HBO.
Події серіалу відбуваються приблизно за 10 000 років до подій роману Френка Герберта «Дюна» 1965 року і зосереджується на походженні Бене Ґессерит, ексклюзивного сестринства та політичної сили, учасниці якої проходять фізичні тренування та психологічну підготовку, щоб отримати надлюдські сили та здібності. Серіал позиціюється як приквел до фільму «Дюна» Дені Вільнева 2021 року.

## Сюжет
Дія серіалу розгортається за 10 000 років до сходження на престол Галактики Пола Атріда, героя роману «Дюна» 1965 року. В центрі сюжету двоє сестер з роду Харконненів: Валя і Тула.
Після завершення Батлеріанського джихаду людство звільнилося з-під влади мислячих машин. Сформувалася галактична держава Імперіум, якою правлять шляхетні Доми. Жіночий орден Бене Ґессерит надає послуги Правдомовиць, здатних відчувати брехню, що служать Домам. Таємно орден прагне контролювати розвиток людства, але щодо поглядів на методи контролю в ордені стається розкол після смерті його керівниці, Превелебної матері Ракелли. Сестра Валя вбиває суперницю та очолює селекційну програму, що керуватиме династичними шлюбами. Тим часом на трон зійшов імператор Дому Корріно, Явіко. Він готується одружити свою дочку Інес із малолітнім Пруветом. Несподівано Прувета вбиває імперський солдат Дезмонд за те, що хлопчик мав ручну мислячу машину, і вбиває одну з сестер. Смерть настала внаслідок раптового підвищення температури тіла при свисті. Здібності Дезмонда незбагненні для Бене Ґессерит і лякають сестер. До того ж сестри починають бачити сни про таємничого ворога з планети Арракіс, про якого попереджала попередня Превелебна матір.
Валя вбиває свого дядька Євгена та допомагає політичній кар'єрі молодого і невпевненого Гарроу Харконнена, щоб повернути втрачений вплив свого Дому. Для цього вона влаштовує замах на імператора за участю Кейрана Атріда, якому Гарроу повинен завадити. Замах повинен відбутися, коли Гарроу вимагатиме від імператора Явіко розслідування смерті Прувета. Але Інес випереджає його зі звинуваченням, а Дезмонд убиває учасників змови, за винятком Кейрана, який встигає втекти. Потім Дезмонд, підозрюючи Бене Ґессерит у організації змови, доручає Гарроу шпигувати за Валею.
Тула намагається з'ясувати причину кошмарів, для чого за дорученням Валі пробуджує в сестри Лайли генетичну пам'ять. Але Лайла впадає в кому й начебто помирає. Тула потай від решти сестер підмикає Лайлу до мислячої машини, схованої в цитаделі Бене Ґессерит та реанімує її. Однак, тіло Лайли захоплює свідомість її бабусі Доротеї. Вона розповідає правду про минуле ордена: що сестри з Дому Харконненів убили решту сестер і узурпували владу, а Валя вбила Доротею, яка була проти використання мислячих машин. Джен знищує мислячу машину та очолює орден, поки Валя перебуває в імператора. Тула при допомозі Джен досліджує зразки мозку сестер і дізнається, що вони заражені вірусом, який застосовували машини проти людства; Дезмонд має вплив тільки на заражених.
Коли Дезмонд заарештовує Кейрана та пояснює роль Бене Ґессерит, імператор Явіко починає боятися за свою владу. Він наказує затримати Інес і Валю, і відправити свою дружину Наталію в дипломатичну місію, сподіваючись, що покаже цим свою силу. Валя доручає сестрі Франчесці вбити імператора, але та не наважується, бо кохає Явіко. Тоді імператор скоює самогубство, щоб показати, що має владу хоч над чимось. Валя звільняється та визволяє Кейрана й Інес за допомогою сестри Теодозії, здатної змінювати свою форму. Тула поспішає до Валі, щоб повідомити своє відкриття — Дезмонд — це син від Харконненів і Атрідів. Вона досягає Валі, коли та вступає в протистояння проти Дезмонда і повідомляє, що він — її син від Воріана Атріда, якого їй у молодості доручили вбити. Проникнувши в свідомість Дезмонда, Валя бачить справжнього ворога людства — невідому особу, що володіє мислячою машиною, котра зробила Дезмонда своєю маріонеткою. Валя й Інес тікають на Арракіс, на пошуки таємничого ворога.

## У ролях
| Актор               | Роль                            |
| ------------------- | ------------------------------- |
| Емілі Вотсон        | превелебна матір Валя Харконнен |
| Джессіка Барден     | молода Валя Харконнен           |
| Олівія Вільямс      | мати Тула Харконнен             |
| Емма Каннінг        | молода Тула Харконнен           |
| Джоді Мей           | імператриця Наталія             |
| Сара-Софі Буссніна  | принцеса Інес Корріно           |
| Шалом Брюн-Франклін | фремен Мікаела                  |
| Фаойлін Каннінгем   | сестра Джен                     |
| Іфа Гайндс          | сестра Емелін                   |
| Хлоя Леа            | сестра Лайла                    |
| Тревіс Фіммел       | солдат імперії Дезмонд Гарт     |
| Марк Стронг         | імператор Явіко Корріно         |
| Джейд Анука         | сестра Теодозія                 |
| Кріс Мейсон         | Кейран Атрід                    |
| Джош Г'юстон        | Костянтин Корріно               |
| Едвард Девіс        | Гарров Харконнен                |
| Джихає              | сестра Каша Джинджо             |
| Кеті Тайсон         | превелебна матір Ракелла        |

## Епізоди
| № серії | Назва серії                                    | Режисер(и)       | Сценарист(и)                              | Оригінальна дата показу | Глядачів U.S. (млн) |
| --- | ---------------------------------------------- | ---------------- | ----------------------------------------- | ----------------------- | ------------------- |
| 1 | «The Hidden Hand» «Прихована рука»             | Анна Форстер     | Діана Адему-Джон                          | 17 листопада 2024       | Буде визначено      |
| За понад 10 тис. років до народження Пола Атріда людство відновлюється після війни проти машин. Рід Харконненів вигнаний на холодну планету Валах IX за боягузтво його очільника під час вирішальної битви. Сестри Валя і Тула Харконнен приєдналися до Сестринства — ордена жінок, навчених служити Великим домам Імперії як Правдомовиці. Їхнє завдання — виявляти брехню у словах людей. Превелебна мати Ракелла на смертному одрі пророкує, що на орден впаде «Божа кара». Валя претендує очолити орден, щоб почати тривалу програму селекції ідеальних правителів, почату Ракеллою. Але її суперниця Доротея вважає, що напрацювання настоятельки треба знищити. Тоді Валя використовує Голос, аби змусити Доротею заколотися кинджалом. Через 30 років Валя, тепер Превелебна мати, влаштовує шлюб принцеси Інес, доньки імператора Явіко Корріно, з 9-ирічним Пруветом Річезе. Шлюб дозволить Явіко зберегти контроль над пустельною планетою Арракіс, адже батько Прувета, барон Фердинанд Річезе, пропонує за це космічний флот. Імперська Правдомовиця Каша Джінджо бачить тривожні видіння після зустрічі з імперським солдатом Дезмондом Гартом, який стверджує, що за нещодавнім нападом на Арракіс стояли суперники імператора. Потім Дезмонд відлітає на Валах IX, щоб попередити Валю. Валя відкидає застереження Каші, та звільняє її з посади. У Прувета виявляється мініатюрний робот, що жахає гостей, які зібралися на церемонію заручин. Дезмонд зустрічається з Пруветом і своїм психічним впливом спричиняє в хлопчика смертельні опіки. Далі він так само спалює Кашу. Валя, побачивши її труп, усвідомлює, що пророцтво Ракелли збувається. |                                                |                  |                                           |                         |                     |
| 2 | «Two Wolves» «Двоє вовків»                     | Джон Кемерон     | Елізабет Падден і Кор Адана               | 24 листопада 2024       | Буде визначено      |
| Валя дізнається про вбивство Каші та Прувета і разом з Теодозією вирушає на столичну планету Салусу Секундус убезпечити принцесу Інес. Імператриця Наталія підтримує підозри імператора, що Прувет загинув через робота, хоча знає, що це не так. Дезмонд Гарт заявляє імператору, що вбив хлопчик заради нього. Тоді Дезмонда заарештовують, але Наталія пропонує використати його силу та відданість. Валя наказує Тулі провести свою протеже, праправнучку Ракелли Лайлу, через ритуал Агонії, щоб розблокувати Іншу Пам’ять і зв’язатися з генетичною пам'яттю Ракелли. Лайла дізнається про «ревенанта», бачить у видінні як Валя вбиває її бабусю Доротею, та поринає в несвідомий стан. Позашлюбний син імператора Костянтин займається сексом із дочкою Фердинанда, Шеннон Річезе, і розкриває причетність Дезмонда до вбивства Прувета. Валя приносить звістку про смерть Каші, імператор приховує причетність до цього Дезмонда. Валя допитує Дезмонда, який зізнається в обох вбивствах. Воїн дому Атрідів Кейран копіює план палацу і виявляється антиімперським повстанцем. Інес розповідає Кейрану, що одного разу повстанці викрали її та Костянтина. Барон Фердинанд Річезе погрожує імператору й тоді Дезмонд обпікає його. Валя бажає отримати від своєї шпигунки, сестри Мікаели, список арракійських повстанців, яких таємно підтримує Сестринство, і каже, що може видати їх, щоб підтримати імператора Явіко. Сестра Мікаела, викриває Кейрана як повстанця. Валя знову допитує Дезмонда, проте той протистоїть Валі, кажучи, що має намір знищити Сестринство. Вона використовує Голос, щоб змусити його покінчити життя самогубством, але Дезмонд після удаваної покірності Голосу промовляє, що дізнався про найпотаємніший Валін страх — те, що їй не будуть коритися. Вражена та шокована Валя відступає. |                                                |                  |                                           |                         |                     |
| 3 | «Sisterhood Above All» «Сестринство понад усе» | Річард Дж. Льюїс | Моніка Овусу-Брін і Джордан Голдберг      | 1 грудня 2024           | Буде визначено      |
| У дитинстві, на планеті Ланківейл, Валя клянеться помститися Атрідам за те, що вони зганьбили дім Харконненів. Її брат Гриффін, якого вона врятувала від утоплення за допомогою Голосу, приєднується до Ландсрааду та намагається отримати привілеї для своєї родини, але гине, нібито вбитий Воріаном Атрідом. Це спонукає Валю вступити в Сестринство на Валаху IX з метою помститися. Її сестра Тула, приховуючи, що вона Харконненка, відвідує каладанське полювання на биків та втирається в довіру до Оррі Атріда, а він закохується в неї. Доротея критикує Валю за те, що вона сумнівається в здатності Сестринства приховувати правду від правителів, і недостатньо вірна. На церемонії складання обітниць Валя відмовляється поставити Сестринство на перше місце у своєму житті, але демонструє Голос і Ракелла приймає її. Оррі робить Тулі пропозицію одружитися. Після проведеної разом ночі вона підступно вбиває всіх його близьких, а потім його самого. Ракелла показує Валі базу ДНК, створену за допомогою заборонених технологій, покладаючи на неї майбутнє ордена. Коли Доротея і Валя мають пройти через Агонію, остання відмовляється. Розуміючи, що вона має незавершену справу вдома, Ракелла відпускає Валю на Ланківейл, кажучи їй, щоб вона повернулася Превелебною Матір'ю або не поверталася взагалі. Під час напруженої суперечки Валя заступається за Тулу перед матір'ю, проявивши Голос. Потім Валя самотужки проходить ритуал Агонії, щоб повернутися на Валах IX і стати Превелебною Матір'ю. Тула, яку тепер ненавидять батьки, вирішує приєднатися до Сестринства. У сьогоденні Валя відвідує сім'ю і отримує суворі докори від дядька Євгена. Сестри прощаються з непритомною Лайлою, Тула вдає, що відмикає її від життєзабезпечення, але насправді підтримує її життя, підімкнувши до системи життєзабезпечення під керування мислячої машини. |                                                |                  |                                           |                         |                     |
| 4 | «Twice Born» «Народжений двічі»                | Річард Дж. Льюїс | Кевін Лау та Сюзанна Врубель              | 8 грудня 2024           | Буде визначено      |
| Сестра Джен прокидається від шуму нічних кошмарів інших сестер, запобігаючи самогубству Емелін. Валя на сімейній раді стає правдомовицею Дому Харконненів. Оскільки вона веде повстанців, то також може спрямувати себе та свого племінника, барона Гарроу Харконнена на відновлення сили Дому Харконненів. Вона використає посаду Гарроу в раді Ландсрааду, щоб він міг офіційно вимагати розслідування ролі імператора у вбивстві Прувета. Інес у палаці чує зізнання Дезмонда у вбивстві хлопчика. Дезмонд безуспішно рекомендує Явіко прибрати правдомовиць у членів Ландсрааду. Кейран і Горацій дістають іксіанську літаючу теплову бомбу, щоб убити Явіко разом з Ландсраадом, і розповідають про це Мікаелі. Валя дізнається, що вона планує врятувати Явіко, Ландсраад і викрити Кейрана, що зміцнить авторитет Бене Ґессерит та Харконненів. Сестри розповідають про вбивство Прувета різним Домам, які запрошують Гарроу в раді Ландсрааду розслідувати справу про вбивство. Тула збирає сестер для відтворення їхніх снів у спільному експерименті, під час якого вони вживають прянощі. Виявляється, що сестри малюють спільні образи зі своїх снів: піщані дюни, Шай-Хулуда і блакитні очі в темряві. Наталя розповідає Дезмонду Гарту, що саме вона поширює чутки про вбивство Прувета, щоб показати силу Явіко іншим Великим Домам і одночасно покарати осіб які використовують мислячі машини. У барі Інес зауважує, що Воріан зрікся трону, усунувши Кейрана від влади. Вона розповідає йому про участь Дезмонда у вбивстві Прувета та Каші, пропонуючи діяти. Валя просить Теодозію використати свій талант проти Дезмонда. Відбувається рада Ландсрааду де Гарроу каже, що закони «канлі» було порушено, та висуває скаргу ледь не називаючи Корріно. Але Інес його випереджає та звинувачує Дім Корріно й Дезмонда Гарта у вбивстві Прувета. За командою Дезмонда приводять зв'язаних продавців та повстанця Горація. Дезмонд погоджується зі звинуваченням, але називає це стратою за використання хлопчиком заборонених технологій. Дезмонд показово знищує розумного дрона, що мав підірвати бомбу під час засідання Ландсрааду. Явіко дозволяє йому спалити Горація та співучасників змови, окрім Кейрана, який тікає. Валя бачить, що масова страта вдавалася Дезмонду з великим зусиллям, що лишило сліди крові на тілі Дезмонда. Валя потаємно бере зразок крові Дезмонда та відправляє його Тулі для перевірки в генетичному архіві. Тула засинає біля капсули з Лайлою, де їй сниться, що вона вбиває Емеліну, яка звинувачує її у злочинах та вбивстві Доротеї. Прокинувшись вона бачить, що Лайла отямилась, а її очі блакитні від пряножів. Євген нарікає на Валю за те, що вона розбещує його братів і сестер. Критикуючи його слабкість, вона не дає йому використати респіратор, прирікаючи на смерть. У фінальній сцені Валя поділяє ніжний момент із видінням Гріффіна, брата, за вбивство якого героєм війни Воріаном Атрідом вона намагалася помститися багато років тому. Але незабаром стає зрозуміло, що вона досягає зближення не з самим Гріффіном, примарним чи іншим, а з симулякром, створеним сестрою Теодозією. Секретний «талант» молодої сестри полягає в зміні форми — лицеплястві. |                                                |                  |                                           |                         |                     |
| 5 | «In Blood, Truth» «У крові істина»             | Анна Форстер     | Карліто Родрігес і Лія Бенавідес Родрігес | 15 грудня 2024          | Буде визначено      |
| Cестра Франческа прибуває на Салусу Секундус. Колись вона була наложницею імператора Явіко Корріно і є матір'ю Костянтина. На урочистій церемонії Явіко призначає Дезмонда башаром елітного полку. Прибуття Франчески під час офіційної церемонії порушує динаміку королівської сім'ї, і вплив імператриці Наталії на її чоловіка слабшає, оскільки Явіко все ще глибоко закоханий у Франческу. Тула намагаєтся довіритись Джен, через її стійкість до спільного кошмару та показує їй Лайлу, якою керує одна з праматерів. Гарроу Харконнен, не довіряючи справжнім мотивам своєї тітки Валі, відвідує Гарта Дезмонда в імператорському палаці, щоб принести офіційні вибачення за спробу протистояти імператорському дому під час засідання Ландсради. Гарт намагається маніпулювати бароном, показуючи, що його справжній намір — знищити Сестринство шляхом викриття їхнього зв'язки з повстанням. Гарроу допомагає Гарту, розповідаючи йому про контрабанду, яка здійснювалася на підпільному ринку бандою контрабандистів з Арракісу, і він пропонує Гарту почати звідти. Натомість Гарт дає Гарроу пристрій, щоб підслуховувати Валю. Валя розповідає Франчесці про жахливу ситуацію, в якій опинилося Сестринство. Вона зізнається, що надіслала повідомлення під іменем Костянтина, щоб уникнути стеження Космічної гільдії, і розповідає Франчесці про смерть сестри Каші та все, що сталося після неї. Франческа одразу впізнає Дезмонда Гарта як того, про кого говорила на смертному одрі Превелебна мати Ракелла. Отже, місія Франчески полягає в тому, щоб направити Дім Корріно назад до Сестринства, переконавши Явіко дозволити принцесі Інез навчатися на Валлаху 9 і зробити Костянтина новим командувачем Імперського флоту. Гарт запрошує майстра мечів Кейрана Атріда приєднатися до його загону в пошуках повстанців, але Костянтин з'являється на урок — як завжди, із запізненням. Кейран негайно закінчує урок. Він поспішає до Зімії, щоб попередити Мікаелу про рейд Гарта. План Тули працює. Джен і Лайла були близькі, тож для Лайли важливо чути голос друга, за яким можна слідувати. Однак, коли Джен пояснює колективний кошмар, який пережили аколіти, Лайла раптово тремтить, її тіло захоплює мати Ракелла, яка є однією з її праматерів. Ракелла знає все про кошмар, тому що це те саме видіння, яке вона бачила на смертному одрі. Ракелла пояснює, що це був не кошмар, а передбачення, видіння майбутньої розплати, і якщо «йому вдасться, людство скотиться до самознищення». Не в силах стримати Ракеллу, Джен веде її в лабораторію, щоб поговорити з Тулою. Її мета — отримати відповіді та допомогти Сестринству. Аналізуючи зразки мозку Каші, Ракелла ідентифікує той самий фермент, який використовували мислячі машини під час Батлеріанського джихаду, коли вони створили Чуму Омніуса, щоб спробувати знищити людську расу. У квартирі Харконненів Гарроу готується вирушити в Ланківейл на похорон дядька Євгенія. Гарроу повідомляє Валі про свою зустріч, доповідаючи, що як і планувалося він розповів Гарту про місце де шукати повстанців. Барон явно сумнівається в тому, чого насправді хоче Валя, але його легко підкорила обіцянка влади. Вони розлучаються по-доброму, так як Валя дарує йому старий перстень Євгена, який має носити глава дому Харконненів. Франческа переконала Явіко, що на Костянтина потрібно покласти більше відповідальності, щоб він міг проявити себе, настав час переконати Констянтина, що він має все необхідне, щоб стати людиною, якою він хоче бути. Під час пояснень Ракелли сестра Авіла стукає в двері лабораторії, щоб доставити зразок крові Десмонда Харта, і вона відчуває огиду, побачивши, що Лайла була одержима, називаючи це «мерзотою». Ракелла перериває сварку Тули та Авіли, щоб повідомити їм, що фермент перетворився на вірус. Після тортур контрабандиста, який назвав бар Мікаели «розсадником для повстанців», Гарт прямує туди й кепкує над нею, запитуючи, чому фремени, як вона, наживаються на спеціях та «зґвалтуванні» Арракіса. Поки Гарт і його полк обшукують це місце, Кейран і Мікаела підривають вибухівку та тікають. Перед вибухом Гарт знаходить сестринське вбрання, розуміючи, що його спіймали в пастку. Зовні будівлі Кейран і Мікаела розлучаються, коли Кейран бачить ніж Сестринства, та дізнається, що Мікаела насправді є частиною Сестринства. Франческа розмовляє з Костянтином в кімнаті для тренувань, де після того, як він запитує її, з якою метою він народився, Франческа каже йому, що це для того, щоб захистити його сестру від шкоди, навіть якщо це походить від людей, які стверджують, що люблять її. Після вибуху бару в Зімії Мікаела зустрічає Валю та сестру Теодозію у квартирі Харконненів. Вона повідомляє, що Гарт вижив після вибуху. Мікаела втратила роботу всього життя, але Валя каже їй, що це не було марно, і що це було потрібно, щоб зайняти Гарта, поки Франческа чинить свій вплив на імператора. Потім Превелебна мати дає Мікаелі доступ до сховку Сестринства на Арракісі, але замість того, щоб піти в добрих стосунках, Мікаела попереджає її, що вона не зрадить фременів, як вона зрадила повстанців. В імператорському палаці Костянтин продовжує відганяти своє розчарування, зупиняючись лише щоб подивитися, що Кейран має у своїй шафці. Він з подивом знаходить план палацу, який вказує на те, що Майстер мечів насправді повстанець, і видає його Гарту. Пізніше імператор оголошує свого сина командувачем флотом під час обіду. Після висунення Костянтина імператриця Наталя залишає обід з почуттям огиди та приниження. Також розлючена, Інез відвідує Кейрана у в'язниці та використовує правдобачення, лише для того, щоб дізнатися, що він ніколи не брехав їй і працював із повстанцями на благо імперії. Після вечері імператриця Наталя відвідує Гарта, де той оговтується після вибуху. Вона каже йому, що Сестринство забрало в неї все, і запитує, що вони з ним зробили. Саме тоді Дезмонд розповідає, що жінка, яка його народила, була сестрою, яка відправила його жити серед сміттярів. Почувши це, Наталя цілує його і обіцяє, що разом вони позбавлять імперію Сестринства. Нарешті, коли Лайла безпечно стримана та відпочиває, Тула відносить зразок крові Дезмонда Гарта до Анірул, секретного ШІ Сестринства, для аналізу. Відкриття шокує її: Дезмонд наполовину Атрід, наполовину Харконнен. Вражений вираз обличчя Тули переконливо свідчить про те, що Дезмонд насправді є її сином, а батьком є Оррі Атрід, якого вона вбила, щоб задовільнити прагнення Валі до помсти. Після придворного обіду, імператриця Наталя відвідує Гарта і після його слів про свою матір, цілує його й обіцяє, що разом вони звільнять імперію від Сестер. |                                                |                  |                                           |                         |                     |
| 6 | «The High-Handed Enemy» «Потужний ворог»       | Анна Форстер     | Елізабет Падден і Сюзанна Врубель         | 22 грудня 2024          | Буде визначено      |
| Стурбована розкриттям того, що Дезмонд Гарт є її з Оррі Атрідом загубленим сином, Тула Харконнен згадує момент, коли в юності вона стала свідком того, як молода Валя Харконнен використовувала Голос, щоб змусити Матір Доротею покінчити життя самогубством. Тула, молода Франческа і молода Каша обіцяють зберегти таємницю про це, стверджуючи, що Доротея покінчила з собою від горя через втрату своєї бабусі, Матері Ракелли Берто-Анірул. У тій же послідовності Тула пригадує, як повідомила Валі, що вагітна, і Валя її підтримала, незважаючи на те, що батьком є Оррі Атрід. Як Превелебна Мати, Валя показує Тулі та її союзникам Анірул, мислячу машину, яка керує індексом розмноження, задуманим Ракеллою для оптимального планування нащадків імператора Явіко Корріно та Наталії Арат. Разом вони можуть народити доньку, яку Сестринство зможе навчити як одну зі своїх і очолити Імперію. Щоб усе це трапилося, Каша стане Правдомовицєю Імператорського Дому, а Франческа буде впливати на Явікко, щоб зберегти його захоплення нею, а також лояльність до Сестринства, і займати його, поки Наталя не досягне шлюбного віку. Коли вони залишаються наодинці, Валя також пояснює Тулі, що її майбутній син є першим в історії потомством Харконненів і Атрідів, і матиме силу змінити всесвіт, якщо вони керуватимуть ним. Щоб забезпечити контроль Валі над Сестринством як настоятельки, вона та її союзники протистоять іншим послідовникам Доротеї. Використовуючи Голос, вони переконуються, що кожен послідовник Доротеї вибере або смерть, або вірність їм. Єдиною, хто вибрав вірність, є молода сестра Авіла. Пізніше, бажаючи дати сину свободу вибору свого життя, Тула вирішує відіслати дитину після пологів, а Франческа допомагає їй обміняти немовля на мертвонародженого. Тула каже синові, що вона хоче, щоб він був вільним у виборі свого шляху, і що це єдиний подарунок, який вона може йому зробити. Тула та сестра Назір, яка також є доктором Сук, аналізують вірус і те, як він вбиває своїх жертв, викликаючи непереборний страх. Назір стверджує, що Дезмонд не міг створити вірус самостійно, тому хтось зробив для нього зброю. Вони з Тулою придумали план зворотної інженерії віруса, здогадавшись, що мати Каша була здатна зупинити вірус у власному тілі, але не знала, як він діє. Назір стає піддослідною і навіть може спочатку протистояти вірусу, але зрештою піддається йому. Єдиний висновок полягає в тому, що вірус неприродний і походить від машин. Розмовляючи з Анірул, Тула вирішує, що сама повинна розібратися з Дезмондом Гартом. Тула таємно відправляється до Салусу Секундус, залишаючи штаб-квартиру Сестринства на Валаху IX не призначивши заступницю, про, що сестра Авіла згадує колезі. Сестра Емелін чує це і продовжує проповідувати слова Матері Доротеї дедалі зростаючій кількості аколітів. Вона навіть не знає, що в таємній кімнаті в школі мати Доротея повертається після смерті, заволодівши сестрою Лайлою та обманом змусивши сестру Джен звільнити її. Зрештою Доротея знаходить Емелін, яка проповідує в бібліотеці, і вражена, дізнавшись, що Валя Харконнен тепер є Превелебною Матір'ю. Вона знаходить Емелін, яка відводить її в кабінет Валі. Коли Джен виривається і розповідає Емелін про те, що відбувається, Емелін розуміє, що вона насправді розмовляє з матір'ю Доротеєю, а не з Лайлою, і вирішує допомогти старій прихильниці. Разом вони йдуть на подвір'я, де Доротея активує механізм, який спорожнює центральну водойму у дворі школи. Зібравши інших матерів, сестер і аколітів, Доротея у тілі Лайли показує їм останки своїх послідовниць на дні. Вона обіцяє повернути Сестринство на «його праведний шлях», що на практиці означає знищення індексу розмноження, який підтримується штучним інтелектом Анірул. Доротея — прихильниця Батлеріанства, релігійної секти, яка засуджує використання мислячих машин і, зрештою знищує мислячу машину, яку її власна бабуся використовувала для посилення влади та впливу Сестринства. Емелін дивиться з благоговінням, а Джен налякана. Насолоджуючись роллю нового башара імператора Явікко, Дезмонд Гарт і його підлеглі допитують і катують Кейрана Атріда щодо участі Сестринства в повстанні проти Імператора. Незважаючи на свою ненависть до Харконненів і Сестринства, Кейран не співпрацює, і його відправляють назад до камери. Принцеса Інес намагається визволити його, але її знаходить її мати, імператриця Наталя, і також заарештовує. Тим часом Явіко прокидається біля сестри Франчески, яка каже йому, що їй потрібно поїхати звідси, щоб зайнятися іншими справами. Імператору це не подобається, і він придумує план відправити Наталю на Аракіс з дипломатичною місією, що дозволить Франчесці залишитися. Валя повернувшись у квартиру Харконненів на Салусі Секундус, зустрічається з Франческою та сестрою Теодозією, яка, як вона пояснює, була вирощена як експеримент Бене Тлейлаксу та може приймати форму інших людей, мистецтво під назвою «лицепляство». Разом вони розробляють план убити Явіко та звільнити Інес. Подрузі Валі Франчесці, коханій Явіко протягом багатьох десятиліть, доручено вбити його. В імператорському палаці Яавіко стикається з Десмондом Гартом щодо арешту Інес, і башар обурюється тим, що Імператор розглядає можливість повернення Сестринства через його коханку. Явіко викликає Валю на зустріч, а Франческа приймає Теодозію в палаці як гостя, фактично реалізовуючи їхній план. Наталя каже Явіко, що його роль тепер лише формальність, він буде носити корону, поки вона з Дезмондом фактично будуть керувати. Явіко починає розуміти, що він ніколи не володів справжньою владою, незважаючи на те, що був Імператором, і тепер вважає Сестринство своєю останньою надією. Він зустрічає Валю, яка сидить на престолі, і, як і Наталя, Мати також принижує його, розповідаючи йому, що Сестринство керувало його долею ще до його народження і до теперішнього моменту, додаючи, що він любить Франческу лише тому, що вона наклала на нього відбиток. Наостанок Валя каже, що його час дійшов кінця. Явіко наказує заарештовувати Валю, але це все входить до її плану. План Валі полягав у тому, щоб поміняти Інес на перевдягнену Теодозію, але вона змушена переглянути свій план, оскільки в справу втягуються Дезмонд Гарт і його полк. Натомість Теодозія перетворюється в одного з солдатів Дезмонда, щоб виграти Валі, Інез і Кейрану час на втечу, жертвуючи при цьому собою, та залишає Дезмонда з ножовою раною. Це спрацювало, і вони втрьох успішно вириваються з палацу та прямують до космодрому. Тим часом у покоях імператора Франческа відмовляється вбивати Явіко. Як виявилося, вона згодом закохалася в нього і каже, що план його вбивства належав Валі, а не їй. Розчарований і зневірений Явіко вбиває себе на очах у Франчески. Поки сестра оплакує свого коханого, Наталя завдає їй удару голкою «ґом джаббар», якою Франческа мала отруїти Явіко. Коли двоє закоханих стікають кров'ю, Наталя вибігає, стверджуючи, що імператора вбили. У квартирі Харконненів племінник Валі та голова Дому Харконненів, барон Гарроу Харконнен, забирає мислячу машину, яку він отримав від Дезмонда Гарта, щоб стежити за Валею, яка тепер містить докази її змови щодо вбивства імператора. Вночі Тула нарешті прибуває на космодром Салуси Секундус. Вона бачить як Кейран та Інес тікають. Коли Валя нарешті стикається з Дезмондом, вона просить його поділитися своїм видінням її «кінця». Він заражає її вірусом страху, але сам падає, коли в його оці ламається прихований механізм. Дезмонд та його тітка — хоча ніхто ще не знає про ці стосунки — непритомніють, Валя згадує смерть Гріффіна: пронизливий вітер дме над безмежним льодовим морем — кошмарне видіння, принесене їй завдяки вірусу. На щастя, Тула прибуває вчасно, щоб відмовити сестру від спротиву вірусу, порадивши їй дати страху пройти крізь себе. Це діє чи, принаймні, змінює природу видіння Валі, льодове море змінюється на пустелю та піщаного черв'яка, що наближається, а потім до вже знайомих очей і шуму машин, які всі бачили в попередніх кошмарах. Тільки цього разу Валя бачить більше. Очі належать мислячій машині, яка оперує над оком, що належить Дезмонду Гарту, та за всім цим спостерігає темна фігура в мантії. Коли Валя нарешті прокидається, вона намагається вбити Дезмонда Гарта, але Тула її зупиняє. Валя каже Тулі, що знає, що «вони» зробили з Дезмондом. Однак вона не знає, хто такі «вони» — лише те, що вони мають мислячі машини і помістили одну всередину Гарта. Розкривши, що Дезмонд є її сином, Тула дає зрозуміти, що Валя не може вбити Дезмонда, і що він насправді є жертвою справжнього ворога, який залишається прихованим. Вони примиряються одна з одною, і Валя вирішує продовжити боротьбу з цим прихованим ворогом, щоб запобігти знищити Сестринство, а Тула залишається на Салусі Секундус. Вона обіймає свого сина, коли він прокидається, і той, вагаючись, заарештовує її. Валя, Інес і Кейран прибувають на Арракіс, де Валя вимовляє: «Шлях до нашого ворога починається тут». |                                                |                  |                                           |                         |                     |

## Виробництво
У червні 2019 року було офіційно оголошено, що компанія «Legendary Television» зніме серіал для HBO Max, причому Дені Вільнев стане режисером пілотного епізоду, Джон Спейц напише сценарій, а Дана Кальво стане шоуранеркою серіалу. Вільнев і Спейц стали також виконавчими продюсерами проєкту разом з Браяном Гербертом, Байроном Меррілом і Кімом Гербертом.
Невдовзі після анонсу проект зазнав критики через відсутність жінок-креативниць у команді, окрім онуки Герберта, Кім Герберт. У липні 2019 року Дану Кальво було найнято шоуранеркою разом зі Спейцом. У листопаді 2019 року Спайтс залишив серіал, щоб зосередитися на Дюна: Частина друга (2024). The Hollywood Reporter повідомив, що Legendary Television були «незадоволені» ранньою роботою Спайтса як шоуранера і вирішили його усунути. До липня 2021 року новою шоуранеркою було найнято Діану Адему-Джон. Коли виробництво «Дюни: Частина друга» просувалося, Вільнев більше не міг режисерувати і був замінений Йоганом Ренком як режисером перших двох епізодів у квітні 2022 року. Незабаром після початку виробництва Діана Адему-Джон покинула проект як співшоуранерка, але залишилася виконавчою продюсеркою; це залишило Елісон Шапкер єдиною шоуранеркою. У лютому 2023 року Ренк також покинув проект, що призвело до призупинення проекту. У червні того ж року його замінила Анна Ферстер, яка мала режисерувати кілька епізодів, включаючи пілотний. У листопаді 2023 року серіал було перейменовано на Дюна: Пророцтво, і він мав вийти на стрімінговому сервісі Warner Bros. Discovery, Max. У листопаді 2024 року Шапкер пояснила, що серіал досліджуватиме кілька часових періодів, причому минуле персонажів адаптовано з трилогії романів Великі школи Дюни, а сучасна часова лінія є оригінальною для телесеріалу. У грудні 2024 року HBO продовжив серіал на другий сезон.

### Знімальний процес
Виробництво серіалу розпочалося 22 листопада 2022 року, Ренк підтвердив це у своєму Instagram. Раніше старт фільмування був запланований на 2 листопада 2020 року в Будапешті та Йорданії.
У лютому 2023 року було оголошено, що виробництво призупинено через вихід Ренка з проєкту, а також через те, що Ширлі Гендерсон залишила свою роль.
Зйомки завершилися до грудня 2023 року, при цьому головним оператором виступив П'єр Жіль. Жіль не використовував технологію віртуального виробництва StageCraft, яку він раніше застосовував у телесеріалі «Персі Джексон і олімпійці», оскільки виробництво переважно покладалося на практичні декорації.

### Музика
Йонсі спочатку був найнятий для написання музики до шоу. Проте до жовтня 2023 року Фолькер Бертельманн був призначений композитором серіалу.

## Сприйняття
Після показу 1-го епізоду на сайті агрегатора рецензій Rotten Tomatoes отримав 74 % схвальних відгуків із середньою оцінкою 6,3/10 на основі 54 рецензій критиків. Консенсус критиків на сайті звучить так: «Заснований на достовірно приголомшливій грі Емілі Вотсон та Олівії Вільямс, „Дюна: Пророцтво“ не має гостроти фільмів Дені Вільньова, але вона компенсується захопливою небезпечною палацовою інтригою». Metacritic, використовує середньозважену оцінку, поставив 63 бали зі 100 на основі відгуків 32 критиків, що свідчить про «загалом схвальні» рецензії.
Прем'єра «Дюни: Пророцтво» зібрала 1,2 мільйона американських глядачів на всіх платформах, а наступного дня аудиторія зросла ще на 75 %, довівши загальну кількість до 2,1 мільйона глядачів.
Олександр Наумець на сайті ITC.ua відгукнувся про «Дюна: Пророцтво» як амбітну спробу розширити легендарний всесвіт Френка Герберта, пропонуючи нові перспективи та сюжети. Іноді, за словами критика, сюжет розвивається надто повільно, але саундтрек і візуальний стиль вдало поєднані, декорації вражають, а підняті теми спонукають задуматися.